# Popivți, Starokosteantîniv
Popivți (în ucraineană Попівці) este un sat în comuna Pașkivți din raionul Starokosteantîniv, regiunea Hmelnîțkîi, Ucraina.

## Demografie
Componența lingvistică a localității Popivți
     Ucraineană (97,48%)
     Rusă (2,35%)
Conform recensământului din 2001, majoritatea populației localității Popivți era vorbitoare de ucraineană (97,48%), existând în minoritate și vorbitori de rusă (2,35%).